# Pays andins

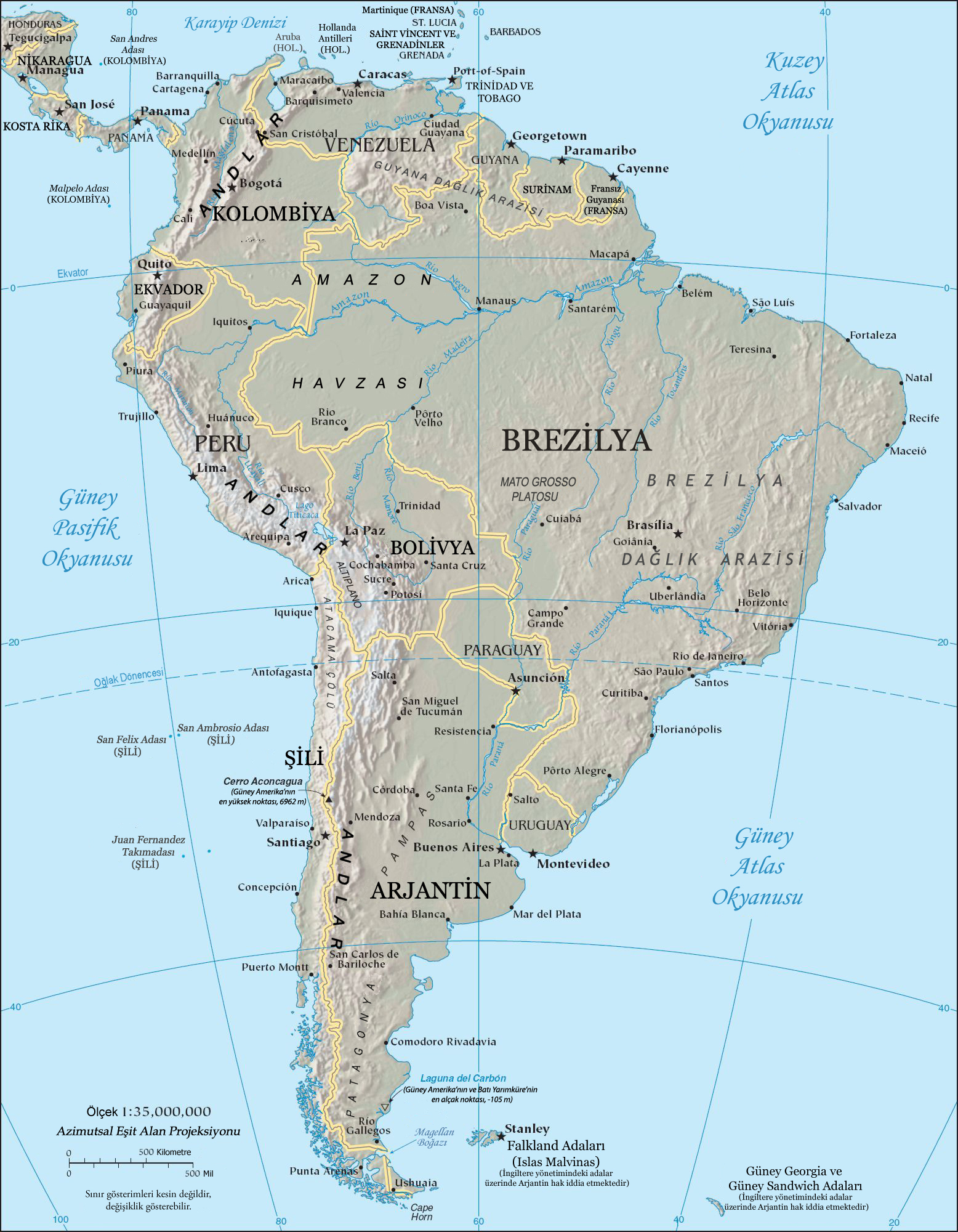
Carte de l'Amérique du Sud

Les pays andins sont un groupe de pays[Lesquels ?] d'Amérique du Sud qui partagent des caractéristiques géographiques (le relief de la Cordillère des Andes), une langue officielle commune, l'espagnol, et une culture commune (la langue quechua, la cuisine inca (en)).

## Historique
Au moment de la conquête[Quand ?], il[Qui ?] a été annexé à l'Empire colonial espagnol et divisé en Capitaine général du Chili (Chili), Vice-royauté du Pérou (Pérou et Bolivie) et Vice-royauté de la Nouvelle-Grenade (Venezuela, Équateur et Colombie). 
Après l'indépendance[Quand ?], les pays andins ont suivi le même chemin que tous les autres pays d'Amérique latine, avec des démocraties fragiles et peu consolidées et une économie essentiellement tournée vers l'exportation[réf. souhaitée].

## Géographie
Certains États ont leur territoire partagé entre des régions andines, au relief et au climat montagnard ou semi-montagnard, et des régions de plaine. Par exemple, l'ouest de l'Argentine présente des similarités avec les régions andines voisins et est à ce titre considéré comme un territoire andin, alors que le reste du pays (La Pampa, le Gran Chaco, la Patagonie, etc.) ne l'est pas[réf. souhaitée]. 
De même, chacun des cinq États membres de la Communauté andine des Nations a une portion de son territoire dans la forêt amazonienne et compte ainsi des populations autochtones non-andines[réf. souhaitée].